# Округ Кликитат (Вашингтон)
Кликитат (енгл. Klickitat County) је округ у америчкој савезној држави Вашингтон.
Према попису становништва из 2020. године, број становника износио је 22.735. Сједиште округа и највећи град је Голдендејл. Округ је добио име по племену Кликитат. 

## Историјат
Округ Кликитат је настао из округа Вала Вала 20. децембра 1859. године. Самуел Хил је био рани промотер подручја, промовишући боље путеве и градећи локалне знаменитости, као што су ратна меморијална реплика Стоунхенџа (Мерихилл Стонехенге) и вила која ће постати Музеј умјетности Мерихил. Спомен мост Сема Хила преко ријеке Колумбије је назван по њему.

## Географија

### Географске карактеристике
- Каскадске планине
- Колумбија (река)

### Главни аутопутеви
- U.S. Route 97
- State Route 14
- State Route 141
- State Route 142

### Сусједни окрузи
- Округ Јакима (Вашингтон) - сјевер
- Округ Бентон (Вашингтон) - сјевероисток
- Округ Мороу (Орегон) - југоисток
- Округ Гилијам (Орегон) - југоисток
- Округ Шерман (Орегон) - југ
- Округ Худ Ривер (Орегон) - југозапад
- Округ Воско (Орегон) - југозапад
- Округ Скамејнија (Вашингтон) - запад

### Национална заштићена подручја
- Национални резерват за дивље животиње Конбој Лејк
- Национална шума Гилфорд Пинчот

### Друге атракције
- Гилиландов ранч

## Насеља у округу Кликтат

### Градови
- Бинџен
- Голдендејл (сједиште округа)
- Вајт Самон

### Пописом одређена мјеста
- Биклетон
- Сентервил
- Далспорт
- Гленвуд
- Кликитат
- Лајл
- Мерихил
- Рузвелт
- Траут Лејк
- Вишрам

### Неукључена подручја
- Аплтон
- Кливланд
- Хјузм
- Вакјакас

## Демографија
Према Бироу за попис становништва Сједињених Америчких Држава, округ има укупну површину од 1.904 квадратних миља (4.930 km2), од чега је 1.871 квадратних миља (4.850 km2) копно и 33 квадратних миља (85 km2) (1,7%) је вода.

### Попис 2010.
По попису из 2010. године број становника је 20.318, што је 1.157 (6,0%) становника више него 2000. године.
| Група             | 2000.          | 2010.          |
| Белци             | 16.329 (85,2%) | 17.022 (83,8%) |
| Афроамериканци    | 51 (0,3%)      | 50 (0,2%)      |
| Азијати           | 139 (0,7%)     | 127 (0,6%)     |
| Хиспаноамериканци | 1.496 (7,8%)   | 2.171 (10,7%)  |
| Укупно            | 19.161         | 20.318         |

## Власт и политика
Кликитат се налази у 4. конгресном округу Вашингтона, који има Индекс кук партијско гласање од Р + 11 и заступа га републиканац Дан Њухаус од 2015. године. У државној влади округ је дио 14. округа, који представљају Гина Мокбракер и Крис Кори у Представничком дому Вашингтона и Кертис Кинг у Сенату државе Вашингтон.
На председничким изборима, округ Кликитат је посљедњих година у тренду републиканаца. Године 1988. Мајкл Дукакис је тјесно освојио округ са 49,15% гласова.  Ричард Никсон (1960, 1972), Роналд Реган, Бил Клинтон, и Џорџ В. Буш сви су освојили округ два пута. У 2008.години демократа Барак Обама освојио је округ Кликитат над републиканцем Џоном Макејном за само 21 глас или по процентима 48,85% према 48,64%. У 2012. години републикански кандидат Мит Ромни освојио је округ већом разликом него на претходним изборима, са 51,74% гласова у поређењу са 44,75% предсједника Обаме, а Доналд Трамп је удвостручио Ромнијеву маргину у 2016. години.